# De Havilland Humming Bird
O de Havilland DH.53 Humming Bird é um avião monoplano leve britânico dos anos de 1920.

## Design e desenvolvimento
Em resposta à Competição de Aeroplanos Leves de 1923 do jornal Daily Mail a de Havilland construiu dois DH.53 que foram nomeados de Humming Bird (Beija-Flor) e Sylvia II. O DH.53 era um monoplano de asa baixa monoposto motorizado por um motor de motocicleta Douglas de 750 centímetros cúbicos. Em Lympne, em outubro de 1923, os DH.53 não ganharam nenhum prêmio, mas tiveram uma performance impressionante para aeronaves leves. O Air Ministry demonstrou interesse no design e encomendou oito em 1924 para especificações de comunicações e treinamento para uso da Força Aérea Real.
No início de 1924 doze aeronaves foram construídas no Aeródromo Stag Lane e foram nomeadas de Humming Bird após o primeiro protótipo. Oito foram para a encomenda do Air Ministry, três foram exportados para a Austrália, e um foi exportado para a Aero em Praga. Mais um foi construído depois devido à uma encomenda da Rússia.
A aeronave de produção era motorizada por um motor Blackburne Tomtit de 26 hp (19,4 kW) de dois cilindros.

## Serviço operacional
Os seis primeiros aparelhos da Força Aérea Real tiveram as suas apresentações públicas em 1925, expostos no RAF Hendon, onde competiram em corrida uns contra os outros. Os últimos dois aparelhos foram usados como "Aeronave parasita" em testes de lançamento acoplados ao dirigível R33. O modelo foi retirado em 1927 e todos os oito foram vendidos para proprietários civis.

## Operadores
Reino Unido
- Força Aérea Real

## Modelos em exposição
- G-EBHX, o protótipo, que era aeronavegável e exibido no museu Shuttleworth Collection, mas foi destruído em 1 de julho de 2012, matando o seu piloto.[1][2]